# TAF Deutsche Meisterschaft Orientalischer Tanz

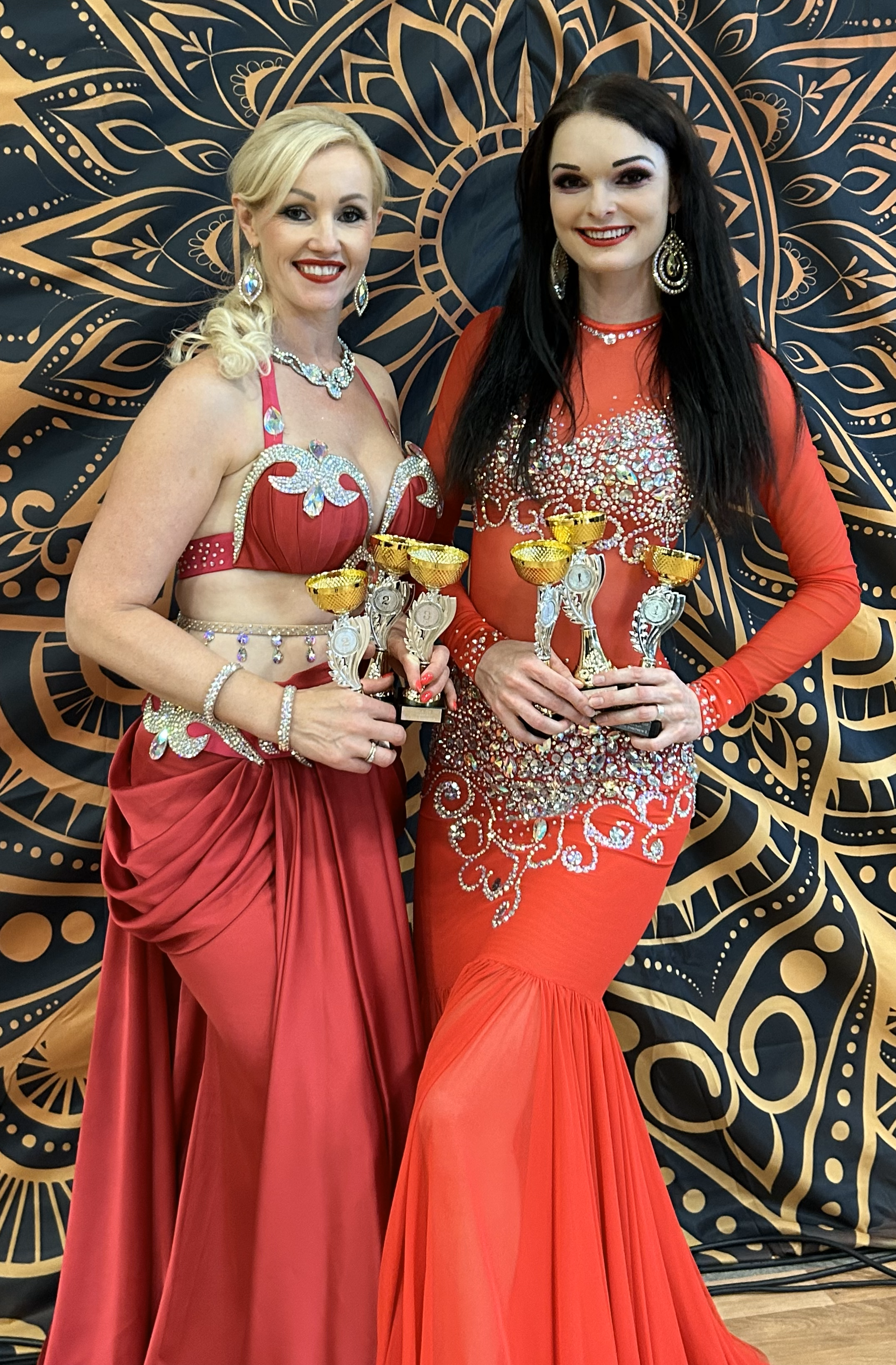
Deutsche Vize-Meisterin Ella Warkentin und Meisterin Franziska Fink in den Kategorien Show/Fantasy, Folklore und Klassisch, Altersgruppe E2, 2023.

Die TAF Deutsche Meisterschaft Orientalischer Tanz, vollständig: TAF Deutsche Meisterschaften Orientalischer Tanz, Tribal Dance & Bollywood, ist ein seit dem Jahr 2005 veranstalteter offizieller deutscher Tanz-Nationalmeisterschafts-Wettbewerb mit Schwerpunkt auf Orientalischen Tanz (umgangssprachlich: Bauchtanz). Durch eine gewonnene Meisterschaft qualifizieren sich die jeweiligen Sieger für internationale Wettbewerbe, etwa jene der International Dance Organization und den Dance World Cup.

## Organisation
Organisatoren

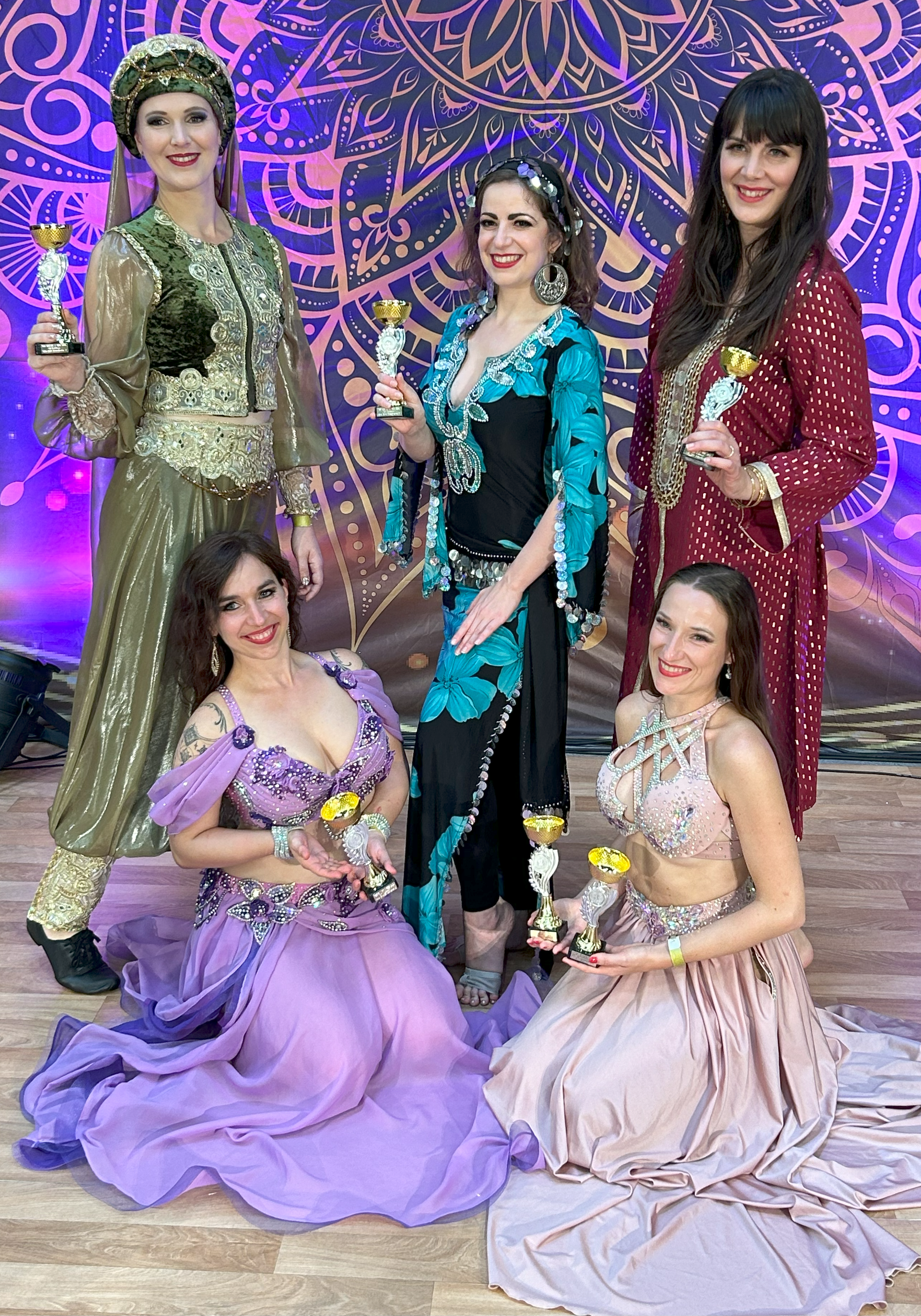
Tänzerinnen beim Wettbewerb 2024: Thoola Tribal, Niwareka, Anja Samim, Maria Shavgurjan, Shirin.

Direkte Organisatoren sind die OTB German Dance Company und der Bundesverband Orientalischer Tanz e.V. (BVOT). Der Wettbewerb findet unter der Schirmherrschaft des dem Deutschen Tanzsportverband angehörenden TAF Germany statt.
Altersgruppen und Disziplinen
Für die Teilnehmer gibt es mehrere Altersgruppen: Mini-Kids (7 Jahre und jünger), Kinder (8–11 Jahre), Junioren (12–15 Jahre), Erwachsene 1 (16–34 Jahre), Erwachsene 2 (35–50 Jahre) und Erwachsene 3 (über 50 Jahre). Mit wenigen Ausnahmen sind die Teilnehmer ausschließlich Mädchen und Frauen, da nur wenige Männer Orientalischen Tanz praktizieren.
Die Teilnehmer treten – im Solo-, Duo- und Gruppen-Tanz – in unterschiedlichen Kategorien an, darunter: Orientalischer Tanz Klassisch, Contemporary, Tabla-Dance, Folklore, Show/Fantasie, Tribal-Style, Tribal-Fusion, Bollywood sowie Oriental-Inclusiv-Dance.
Wettkampfregeln

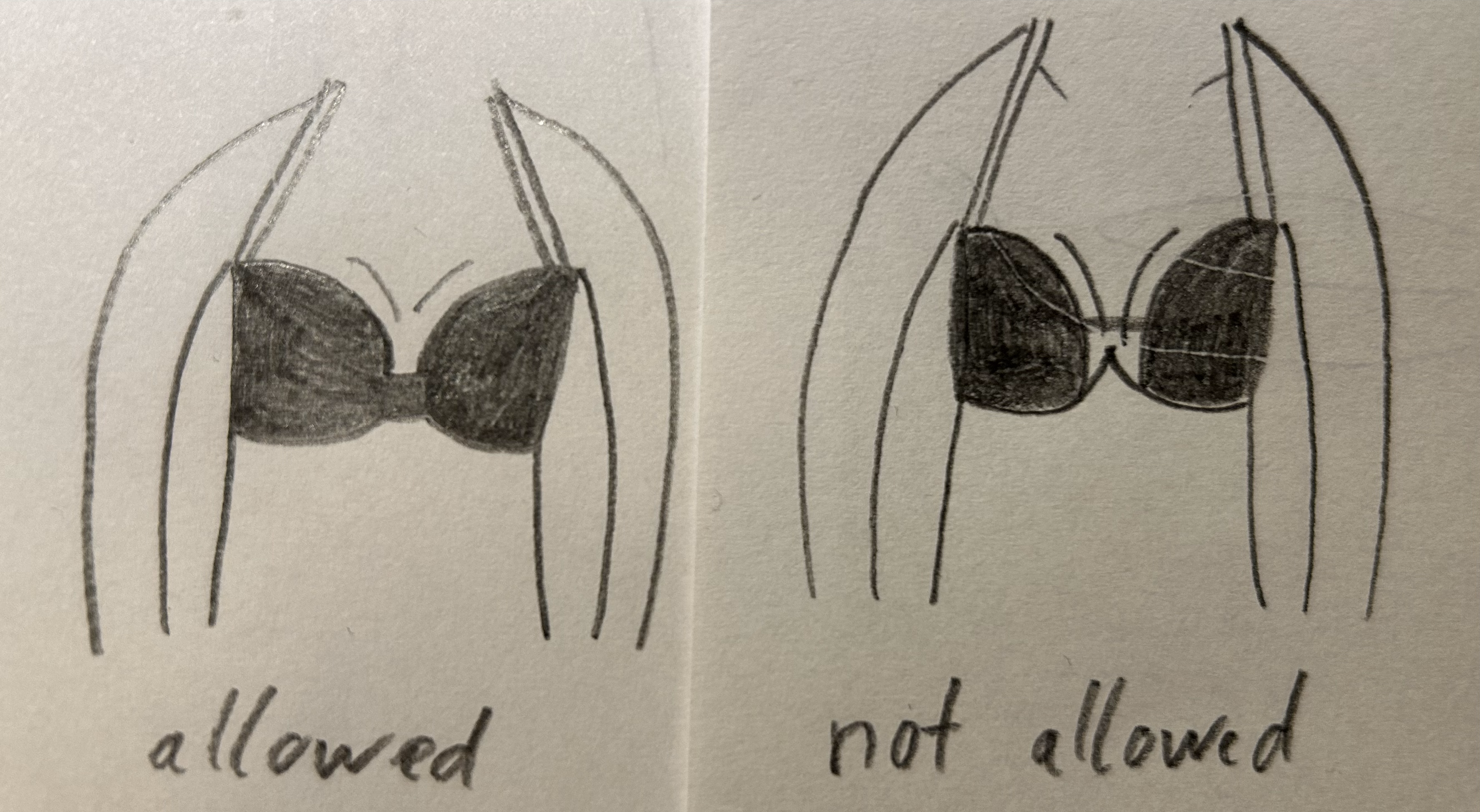
BH-Reglement beim Wettbewerb, links: erlaubte BHs, rechts: nicht erlaubte BHs

Der Wettbewerb entzieht sich der im Orientalischen Tanz international zu beobachtenden Tendenz (siehe etwa hier) einer zunehmend freizügigeren Bekleidung bei Tänzerinnen. Entsprechend gelten für Teilnehmer besondere Bekleidungsvorschriften. So gibt es ein Verbot des Tragens von hautfarbener Wäsche und geschlitzten Röcken mit weniger als zehn Zentimetern Länge zwischen Schlitz und Hüftknochen. Bei BHs darf der Abstand zwischen den Körbchen nicht mehr als 5 cm betragen; es gilt ein vollständiges Verbot von BHs ohne bzw. mit durchsichtigem Verbindungsstück.
Die Nichtbeachtung der Bekleidungsregeln zieht die sofortige Disqualifikation nach sich.
Wettkampforte
Vergangene Wettbewerbe fanden unter anderem 2014 und 2015 in Hameln, in 2016 und 2017 in Iserlohn, 2018 in Remchingen und 2019 in Menden statt. Aufgrund der Covid19-Pandemie entfiel der Wettbewerb 2020 gänzlich und fand 2021 lediglich über das Internetvideoportal Zoom statt. 2022, 2023 und 2024 wurde er im nordhessischen Baunatal abgehalten.

## Vergangene Meisterschaften
- 2024 – TAF Deutsche Meisterschaft Orientalischer Tanz 2024
- 2023 – TAF Deutsche Meisterschaft Orientalischer Tanz 2023.
- 2022 – TAF Deutsche Meisterschaft Orientalischer Tanz 2022.
- 2021 – TAF Deutsche Meisterschaft Orientalischer Tanz 2021
- 2019 – TAF Deutsche Meisterschaft Orientalischer Tanz 2019